# Walter Wessel
Walter Wessel (21 de abril de 1892 - 20 de julio de 1943) fue un general en la Wehrmacht de la Alemania Nazi durante la II Guerra Mundial que comandó la 12.ª División Panzer. Fue condecorado con la Cruz de Caballero de la Cruz de Hierro con Hojas de Roble. Wessel fue responsable de la masacre de Ciepielów en Polonia. Murió en un accidente de automóvil el 20 de julio de 1943 cerca de Morano, Italia.

## Condecoraciones
- Cruz de Caballero de la Cruz de Hierro con Hojas de Roble
  - Cruz de Caballero el 15 de agosto de 1940 como Oberst y comandante del Infanterie-Regiment 15 (mot.)[2]
  - 76.ª Hojas de Roble el 17 de febrero de 1942 como Oberst y comandante del Infanterie-Regiment 15 (mot.)[3]